# Tom Wright (arquiteto)
Tom Wright (Croydon, 18 de setembro de 1957) é um arquiteto pós-modernista britânico. Ele é mais conhecido por projetar o hotel Burj Al Arab em Dubai, Emirados Árabes Unidos.

## Principais obras
- Burj Al Arab em Dubai, Emirados Árabes Unidos
- Al Rajhi Tower em Riade, Arábia Saudita
- Bahrain World Trade Center em Manama, Bahrein